# Крукшанк Гарсия, Хорхе
Хорхе Крукшанк Гарсия (Круикшанк Гарсиа, Крикшанк, исп. Jorge Cruickshank García; 29 июля 1911 — январь 1989) — мексиканский политик, генеральный секретарь Социалистической народной партии и пятикратный депутат парламента. 

## Учёба и активизм
Хорхе Крукшанк родился в Теуантепеке (штат Оахака). Начальное и среднее образование он получил в Веракрусе. Он продолжил учёбу в городе, получив диплом инженера и преподавателя средней школы. 
В юном возрасте включился в левое движение. Стал активистом коммунистического молодёжного движения и с 1939 по 1940 год был одним из лидеров Коммунистической молодёжи при МКП. Он также был профсоюзным организатором. Он принимал участие в основании Национального профсоюза работников образования (Sindicato Nacional de Trabajadores de la Educación, SNTE) и стал генеральным секретарём 10-го местного отделения SNTE в 1943 году. Позже он занимал различные должности в национальной организации SNTE.

## Партийная жизнь
В 1948 году он принял участие в основании Народной партии (которая позже стала Социалистической народной партией, СНП). Он сблизился с её лидером Висенте Ломбардо Толедано. Крукшанк был кандидатом от Народной партии на парламентских выборах 1949 и 1958 года. В 1960 году он был включен в Центральный комитет партии (где заседал до 1982 года). 
Он был секретарём СНП по международным связям в 1962–1963 годах. В 1963–1965 годах он занимал должности секретаря по прессе и связям с общественностью партии (1963–1965) и секретаря по организационным вопросам (1965–1968). В 1968 году он был кандидатом СНП на пост губернатора Оахаки. 

## Генеральный секретарь
После смерти Ломбардо Толедано в 1968 году Крукшанк был избран генеральным секретарём СНП на четвертом национальном собрании партии в январе 1969 года. Его кандидатуре противостояла группа бывших лидеров Мексиканской рабоче-крестьянской партии, которые были исключены на съезде.
Крукшанк Гарсия занимал пост генерального секретаря СНП в 1969–1979 и 1979–1981 годах. 

## Парламентарий
В 1964 году он был избран в федеральный парламент (кандидат от СНП по избирательному округу № 1, штат Оахака). Его полномочия продлились до 1967 года. В парламенте он входил в состав комитетов по культуре, железным дорогам и коммуникациям. В 1970 году он был переизбран в парламент на срок 1970–1973 годов. 
В 1976 году он был избран от Оахаки уже в Сенат. Он стал первым мексиканским сенатором не от Институционально-революционной партии (ИРП) с момента консолидации власти в стране этой партией после 1929 года, но он баллотировался в коалиции с ИРП и, следовательно, не был сенатором от оппозиции. Конкурентов у него не было; в то время предполагалось, что ИРП поддержала кандидатуру Крукшанка Гарсии в обмен на согласие СНП признать поражение на выборах губернатора Наярита в 1975 году (считалось, что СНП на деле победила на тех выборах, но была объявлена проигравшей из-за мошенничества). Только в 1988 году в Сенат были избраны действительно оппозиционные политики. 
Сенаторский срок Крукшанка продлился до 1982 года. В том же году он был переизбран в нижнюю палату парламента. Он стал координатором парламентской фракции СНП. Он был переизбран в 1988 году.